# Nicolaus Eckart
Nicolaus Joseph Eckart (* 9. Juli 1794 in Mainz; † 27. Juli 1862 in Lohr am Main) war Mitglied der Frankfurter Nationalversammlung. 

## Leben
Der Sohn des Feldwebels Nicolaus Joseph Eckart nahm 1813–1815 als Leutnant der bayerischen Armee an den Befreiungskriegen teil. 1819–1824 war er Kameralpraktikant, zunächst beim Rentamt in Ochsenfurt, seit 1823 beim Rechnungskommissariat des Isarkreises in München. 1823–1827 war Eckart Funktionär bei der Staatsbuchhaltung der Finanzen in München und 1827–62 Rentbeamter, zunächst in Miltenberg, 1831–1838 in Euerdorf, 1838–1847 in Klingenberg, seit 1847 in Lohr.

## Politische Tätigkeit
Eckart war vom 18. Mai 1848 bis 7. Mai 1849 für den 7. Wahlkreis Unterfrankens (Gemünden) Abgeordneter der Nationalversammlung in der Frankfurter Paulskirche. Er war ab 25. August 1848 im Finanzausschuss und vom 9. März 1849 bis 4. Mai 1849 im Ausschuss für Volksbewaffnung und Heerwesen. Eckart gehörte zunächst der rechten Casino-Fraktion an und schloss sich dann deren konservativerer Abspaltung, dem Pariser Hof, an. Er stimmte gegen die Wahl Friedrich Wilhelms IV. zum Kaiser der Deutschen.